# OutGuess
 (septembre 2024).
Si vous disposez d'ouvrages ou d'articles de référence ou si vous connaissez des sites web de qualité traitant du thème abordé ici, merci de compléter l'article en donnant les références utiles à sa vérifiabilité et en les liant à la section « Notes et références ».
OutGuess est un logiciel de stéganographie, permettant notamment de dissimuler des données dans des images ordinaires. Codé en C, il est distribué sous licence BSD sous windows et diverses distributions Linux. Le logiciel gagna en popularité après avoir été l'un des outils utilisés au cours de l'énigme du Cicada 3301.
Le développement du logiciel est abandonné et son site internet et mis hors ligne en septembre 2015. Un fork ayant déjà été développé par Laurent Perch depuis 2013, la vie de OutGuess continua à travers OutGuess Rebirth (OGR). Cependant, il a suivi exactement le même destin que son grand frère : abandon et fermeture du site en 2018. Repris en novembre de la même année par Joao Eriberto Mota Filho, un développeur sous Debian, il en pérennisa l'avenir via un dépôt sur GitHub. OutGuess y vit depuis un cycle de développement très lent.